# 北奧本 (加利福尼亞州)
北奧本（英語：North Auburn）是位於美國加利福尼亞州普萊瑟縣的一個人口普查指定地區。

## 地理
北奧本的座標為38°56′02″N 121°05′02″W / 38.93389°N 121.08389°W，而該地最高點為海拔高度448米（即1470英尺）。

## 人口
根據2010年美國人口普查的數據，北奧本的面積為20.205平方千米，當中陸地面積為20.198平方千米，而水域面積為0.007平方千米。當地共有人口11847人，而人口密度為每平方千米586人。